# HLA-A10
HLA-A10 هو نمط مصلي من مستضد الكريات البيضاء البشرية-أ.